# Jerzy Michalak (scenograf)
Jerzy Franciszek Michalak (ur. 3 grudnia 1943 w Chorzowie, zm. 19 lipca 2024) – polski scenograf, malarz, dyrektor Teatru „Pinokio” w Łodzi (1976–1981) i Teatru Dramatycznego w Elblągu (1997–1998).

## Życiorys
Urodził się w rodzinie współzałożycieli Teatru Reduta Śląska w Chorzowie. Ukończył naukę w liceum plastycznym w Katowicach, a następnie studia w Katedrze Scenografii w Akademii Sztuk Pięknych w Krakowie (1969) u profesora Andrzeja Stopki. W latach 1968–1976 pracował w Katedrze Scenografii ASP w Krakowie jako asystent A. Stopki. Jako scenograf rozpoczął pracę w 1969 w Teatrze Dramatycznym w Tarnowie. W latach 1973–1986 zajmował się scenografią na potrzeby Teatru Telewizji. W latach 1976–1981 jednocześnie był dyrektorem Teatru „Pinokio” w Łodzi, gdzie przyczynił się do otwarcia sceny dla widzów dorosłych. W latach 1982–1983 był scenografem w Teatrze w Płocku, a od 1983 w Teatrze Rozmaitości i Teatrze Rampa w Warszawie. W latach 1997–1998 był dyrektorem Teatru Dramatycznego w Elblągu.
Od 2009 mieszkał w Biczycach Dolnych, gdzie założył teatr i prowadził pracownię malarską. Od 2017 był aktorem Teatru Nowego w Nowym Sączu, gdzie zagrał m.in. w „Zemście”, „Daj się zabić kochanie”, „Blue Moon” i „Alladynie”. Był członkiem Stowarzyszenia Nowosądecka Inicjatywa Socjaldemokratyczna oraz wykładowcą Uniwersytetu III Wieku w Nowym Sączu. Był kandydatem na posła na Sejm RP X kadencji w wyborach parlamentarnych w 2023. Startował okręgu wyborczym nr 14 z list Lewicy, jednakże nie uzyskał mandatu poselskiego.
Był autorem rysunków, pasteli, obrazów i rzeźb oraz twórcą poezji. Był przewodniczącym Głównej Komisji Rewizyjnej Związku Polskich Artystów Plastyków.

### Życie prywatne
W ostatnich latach życia mieszkał wraz z żoną Marią w Biczycach Dolnych. Był ojcem aktora Borysa Szyca.
Został pochowany na cmentarzu Grębałowskim w Krakowie.

## Scenografie
Jako scenograf współpracował z wieloma teatrami w Polsce, w tym m.in. w: Częstochowie, Elblągu, Gdańsku, Gliwicach, Gnieźnie, Gorzowie Wielkopolskim, Koszalinie, Krakowie, Lublinie, Łodzi, Opolu, Płocku, Radomiu, Rzeszowie, Szczecinie, Tarnowie, Warszawie, Wrocławiu i Zabrzu oraz za granicą: na Węgrzech, w Jugosławii i Rosji.
Był autorem ponad 100 realizacji scenograficznych, w tym:
- „Farsa Mistrza Pethelina” w teatrach w Krakowie i Opolu,
- „Colas Breugnon”, Teatr Powszechny w Łodzi,
- „Przygody Sindbada Żeglarza”, Teatr „Pinokio” w Łodzi,
- „Brat naszego Boga”, Teatr w Płocku,
- „Psie serce”, Teatr w Płocku,
- „Promieniowanie ojcostwa”, Teatr Rozmaitości w Warszawie,
- „Oni”, Teatr w Płocku,
- „Balladyna”, Teatr Rozmaitości w Warszawie,
- „Kordian”, Teatr w Radomiu,
- „Przedwiośnie”, Teatr w Radomiu,
- „Okręt”, Teatr w Lublinie oraz w Debreczynie,
- „Geniusz sierocy”, Teatr Narodowy w Warszawie,
- „Legion”, Teatr im. Słowackiego w Krakowie,
- „Noc listopadowa”, Teatr im. Słowackiego w Krakowie.